# Macrocosmo e microcosmo

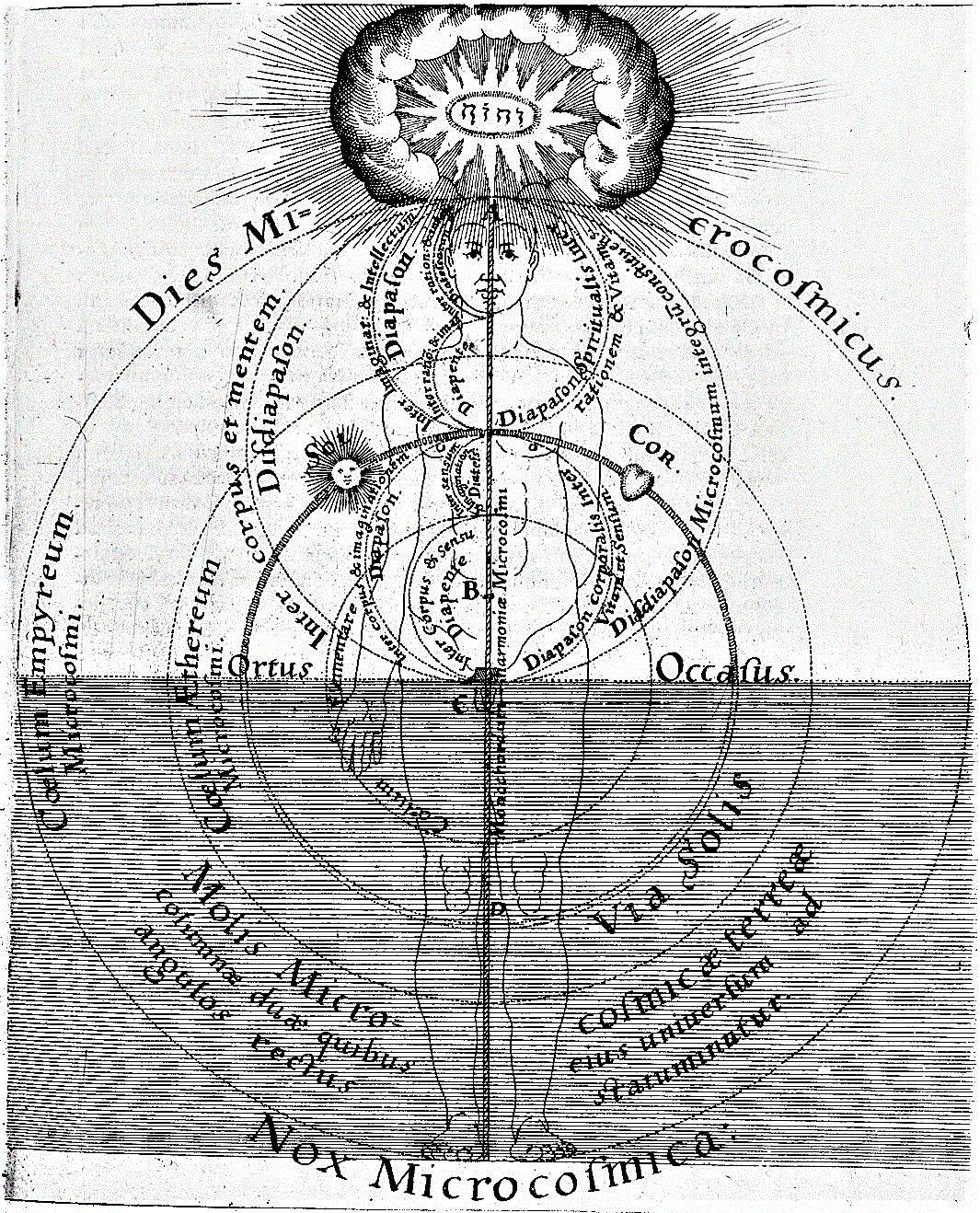
De Robert Fludd, Utriusque cosmi historia, Oppenheim/Frankfurt, 1617–1621.

A analogia microcosmo-macrocosmo (ou, equivalentemente, analogia macrocosmo-microcosmo) refere-se a uma visão histórica que postulou uma semelhança estrutural entre o ser humano (o microcosmo, ou seja, a pequena ordem ou o pequeno universo) e o cosmos como um todo (o macrocosmo, ou seja, a grande ordem ou o grande universo). Dada essa analogia fundamental, verdades sobre a natureza do cosmos como um todo poderiam ser inferidas de verdades sobre a natureza humana e vice-versa.
Um importante corolário dessa visão é que o cosmos como um todo pode ser considerado vivo e, portanto, ter uma mente ou alma (a Alma do Mundo), uma posição avançada por Platão em seu Timeu. Além disso, essa mente ou alma cósmica era frequentemente considerada divina, principalmente pelos estoicos e por aqueles que foram influenciados por eles, como os autores da Hermética. Consequentemente, às vezes se inferia que a mente ou alma humana também era de natureza divina.
Além dessa importante aplicação psicológica e noética (isto é, relacionada a Nous), a analogia também foi aplicada à fisiologia humana. Por exemplo, as funções cosmológicas dos sete planetas clássicos às vezes eram consideradas análogas às funções fisiológicas dos órgãos humanos, como o coração, o baço, o fígado, o estômago, etc.
A visão em si é antiga e pode ser encontrada em muitos sistemas filosóficos em todo o mundo, como por exemplo na antiga Mesopotâmia, no antigo Irã ou na antiga filosofia chinesa. No entanto, os termos microcosmo e macrocosmo referem-se mais especificamente à analogia conforme foi desenvolvida na filosofia grega antiga e seus descendentes medievais e modernos. Ela perpassou por doutrinas do esoterismo ocidental e oriental como a magia, alquimia e astrologia, além de sistemas de medicina e psicologia.
No uso contemporâneo, os termos microcosmo e macrocosmo também são empregados para se referir a qualquer sistema menor que seja representativo de um sistema maior e vice-versa.

## História

### Antiguidade
Entre os antigos filósofos antigos gregos e helenísticos, notáveis proponentes da analogia microcosmo-macrocosmo incluíram Anaximandro (c. 610 – c. 546 AEC), Platão (c. 428 ou 424 – c. 348 AEC), os autores hipocráticos (final do quinto século ou início do quarto século AEC e em diante), e os estoicos (terceiro século AEC e em diante). Em períodos posteriores, a analogia foi especialmente proeminente nas obras dos filósofos que foram fortemente influenciados pelo pensamento platônico e estoico, como Fílon de Alexandria (c. 20 AEC – c. 50 EC), os autores da Hermética grega inicial (c. 100 a.C. – c. 300), e os neoplatonistas (terceiro século em diante). A analogia também começou a ocorrer desde uma data inicial na literatura religiosa, como na obra enciclopédica zoroastriana chamada Bundahishn, ou no antigo texto rabínico chamado Avot de-Rabbi Nathan.
Na Antiga Mesopotâmia, o microcosmismo holístico era manifesto na figura do rei, visto como um "ser humano perfeito" que integrava o divino e o humano, e portador da ordem cósmica em seu governo através do paralelismo celeste e terreno. A estreita relação entre macrocosmo e microcosmo também era conhecida em sistemas de adivinhação, por exemplo nos haruspícios e outras leituras de entranhas, em que o estudo da correspondência entre a abóbada celeste e os elementos vivos e não vivos da terra permitia significados como auspícios capazes de predizer o destino. Entre os etruscos, e posteriormente na prática passada aos romanos, a vontade divina podia ser observada nos sinais do fígado, dividido em zonas que correspondiam a setores da morada dos deuses no Céu. Nas práticas mânticas chinesas, desde o Período dos Estados Combatentes os diversos sistemas cosmológicos, como de yin e yang e dos cinco elementos, competiam entre si e passaram a se associar a padrões de fenômenos espaciais, temporais, corporais e a auspícios, tal como nos hexagramas; na dinastia Han, o sistema da "cosmologia correlativa" entre os reinos do Céu, Terra e humanidade fazia correlações simbólicas com números.

#### Grécia e mundo helenístico

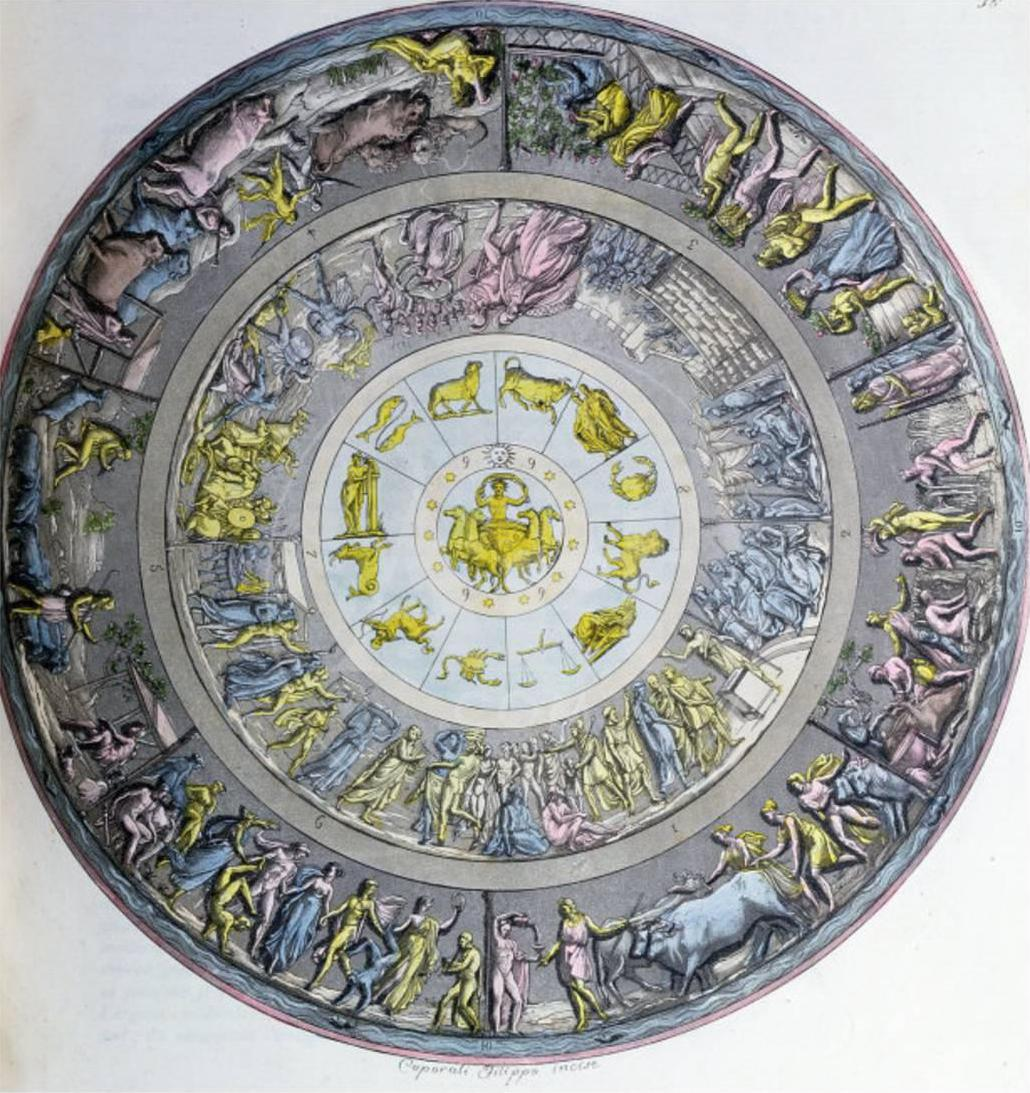
O Escudo de Aquiles, descrito na Ilíada como tendo sido forjado por Hefesto, continha uma representação do cosmos, cujas figuras da descrição foram interpretadas como se movendo nos círculos divididos. "Nele ele forjou a Terra, nele o Céu, nele o Mar; o incansável Sol e a Lua em plenitude; nele todas as constelações com as quais o Céu é circundado" (Ilíada 18.483–489).

Na Grécia Antiga, a visão do cosmos como uma entidade animada se refletia na política, que identificava a ordem natural do universo com as leis da cidade. O homem grego foi então inserido em uma harmonia existente entre a pólis e seus habitantes, assimilada àquela existente na natureza entre o todo e suas partes individuais. A máxima de Delfos "conhece-te a ti mesmo" é associada a uma versão expandida ao macrocósmico, que é dita como tendo sido a completa inscrita no Templo: "conhece a ti mesmo—e tu conhecerás todos os mistérios dos deuses e do universo".
Entre os pré-socráticos, Anaxímenes foi considerado por Clemens Baeumker e Meyer como um fundador da analogia (porém considerado por John Burnet como recebendo influências), que é evidenciada em um fragmento dele: "assim como nossa alma, que é ar, nos mantém unidos, é a respiração e o ar que abrangem o mundo inteiro". Anaxágoras em sua doutrina das homeomerias afirmou que há "uma porção de tudo que está em todas as coisas". Há relato de que Metrodoro de Lâmpsaco identificou os deuses como uma alegorização dos órgãos do corpo humano, seguindo a característica de Anaxágoras de relacionar as partes do universo e as partes do corpo.

No pitagorismo havia correspondências matemáticas e musicais em harmonia e Número, como afirma F. M. Cornford:
"A razão para supor que a doutrina "alma=harmonia" remonta a Pitágoras é que ela parece decorrer da correspondência entre macrocosmo e microcosmo e ser exigida pela concepção fundamental da imitação de Deus, considerada como a sintonia da alma em consonância com a harmonia celestial, a única que manifestará euharmostia na perfeição. "Todo o Céu é harmonia e número." O macrocosmo é uma criatura viva com uma alma, ou princípio de vida, e um corpo. É fácil inferir que a alma do mundo é uma harmonia ou sistema de números (como é descrito pelo Timeu pitagórico em Platão)—aquela mesma harmonia que se manifesta no sentido da ordem dos corpos celestes e deve ser reproduzida na sintonização da alma individual"
Esse pensamento aparece na consideração de paralelos e opostos em pitagóricos como Alcmeão e Filolau, este último tendo descrito uma embriologia segundo a qual o bebê recém-nascido contém apenas o elemento do calor, mas que, ao respirar, passa a absorver o oposto, o do frio, harmonizando-se de forma análoga ao que ocorre em sua cosmologia do Fogo Central, em que o nascimento do cosmos se dá quando o fogo central limitado puxa o ar do Ilimitado ou que o Um absorve o tempo e vácuo como em respiração.
Os fragmentos de Empédocles indicam uma visão orgânica do cosmos em seus ciclos sucessivos de Amor e Contenda, descritos pela analogia de "membros físicos" manifestos no Deus Esfero, com sua correspondente emissão e retração, união e separação: "Mas quando a Contenda se tornou grande em seus membros e assumiu suas prerrogativas, uma vez que o tempo foi estabelecido para ambos, por sua vez, por um amplo juramento" (fragmento 30) e "pois um por um, todos os seus membros o Deus começou a tremer" (fragmento 31). Isso foi também precedido de explicações de microcosmo sobre os órgãos e membros do corpo: "Isso se manifesta na massa de membros mortais. Em um momento nossos membros se unem para ser um no amor e obter um corpo, no auge da vida florescente; em outro momento, novamente divididos por contendas malignas, eles vagam uns separados dos outros ao longo do litoral da vida" (fragmento 20). Além do mais, Empédocles considerava esse sistema como em harmonia e organizado pelos quatro elementos (por ele chamados de "raízes"), e que sensação e pensamento ocorriam devido à correspondência dos mesmos elementos, do semelhante em semelhança com as coisas.
Houve também consideração de paralelismo e isomorfismo das dimensões cósmicas em Heráclito, na doutrina do Logos, que ele admitia como um só e o mesmo, tanto macroscopicamente como razão e lei na realidade divina, quanto como paradigma para a lei da pólis e na razão da realidade humana: Heráclito exortava a conduta reta que incorporaria essa ordem da natureza. Há indícios de que ele teria feito uma metáfora musical e gramatical de parte e todo para explicar o universo como um "livro da natureza", que possuía o "logos" (que em grego significava também "texto"), formado por sílabas que teriam como componentes simples as "letras" (grámmata ou stoicheia, esta última palavra foi adotada por Platão posteriormente para se referir aos elementos clássicos).
A ocorrência mais antiga da combinação gramatical "microcosmo" em si é vista em Demócrito, porém utilizando-se duas palavras separadas em grego, na sua obra perdida chamada Mikros Diakosmos, conforme no fragmento 34 se lê: "no homem, que é um pequeno cosmo (en tô anthrôpôi mikrôi cosmôi onti)".

 
A doutrina antropocêntrica do homo mensura ou ánthropos métron, expressa na frase de Protágoras "o homem é a medida de todas as coisas", não foi considerada pelo público grego em seu teor cosmológico, mas ela poderia admitir um significado universal e foi abordada em caráter cívico por Platão. Ela foi afirmada pelo sofista como um desenvolvimento do logos de Heráclito, porém para Protágoras os diversos discursos das pessoas eram condicionados às diversas aparências em fluxo que elas experimentavam, e isso admitia opiniões contraditórias irresolvíveis, em logoi opostos (antilogias), de modo que, entre as alternativas de opinião e conhecimento, nenhum julgamento poderia ser falso e não se poderia alcançar uma verdade unificada além da individual. No diálogo Teeteto, Sócrates rejeitou a interpretação sofística de que "cada homem" seria a medida do logos e repudiou o consequente relativismo da verdade: "ainda não concordamos com Protágoras que todo homem é a medida de todas as coisas, a menos que ele seja sábio". Posteriormente, referindo-se ao mesmo assunto de escala métrica, Platão afirma em Leis 716 que "Só há uma maneira de agir, e somente um relato disso, a saber, o antigo logos de que semelhante é amigo de semelhante, desde que se conforme à medida; coisas que não se conformam à medida, por outro lado, não são amigas nem para a si próprias nem àquelas que se conformam. Em nossa opinião, é Deus quem é preeminentemente a medida de todas as coisas, muito mais do que qualquer homem, como se costuma dizer". Outro aspecto de macrocosmo-microcosmo foi apresentado por Sócrates em relação aos elementos no Filebo 29b-e:
"Vemos os elementos que pertencem à natureza de todos os seres vivos, fogo, água, ar e terra—ou, como dizem os marinheiros sacudidos pela tempestade, terra à vista—na constituição do universo. ... O fogo, por exemplo, existe em nós e também no universo. ... Bem, o fogo do universo é alimentado, originado e regido pelo fogo dentro de nós, ou, pelo contrário, o meu fogo e o seu e o de todos os seres vivos derivam alimento e tudo o que vem do fogo universal? ... o mesmo da terra que está em nós, criaturas vivas, e que está no universo, e com relação a todos os outros elementos sobre os quais eu perguntei um momento atrás, sua resposta será a mesma. ... Aplique a mesma linha de pensamento àquilo que chamamos de cosmos. Seria da mesma forma um corpo, sendo composto dos mesmos elementos."
No Timeu, Platão também considera a khôra cosmogônica como sendo replicada no corpo humano e que, devido a isso, para se superar uma doença deve-se imitá-la, como a "ama do universo" e protótipo, retornando ao seu estado inicial de ordem e mesmidade em sintonia com o Demiurgo, tal como de início isso se refletia nos movimentos da khôra na geração do cosmos. Khôra é descrita em analogias femininas e maternas, como de útero, e sua característica "vagante" ou de "errância" (planōmēs) é também utilizada para a descrição posterior sobre o órgão uterino no mesmo diálogo, em uma passagem que se tornou locus classicus da histeria.
O autor hipocrático da obra Da Dieta, que teria se inspirado em Anaxágoras, Empédocles e Heráclito, indica relação macrocosmo-microcosmo na fisiologia corporal:
"Tudo foi arranjado no corpo pelo fogo, de uma maneira adequada a si mesmo, em imitação do todo, do pequeno ao grande e do grande ao pequeno (mikra pros megala kai megala pros mikra). O ventre é o maior, reservatório de água seca e úmida, dando a todos e tirando de todos, com a força do mar, as criaturas que lhe convêm, matando as que não convêm. A água fria e úmida está arranjada em torno disso, uma passagem para fôlego frio e fôlego quente, uma imitação da terra, que altera tudo o que nela cai."
O ideal de homem perfeito na estética foi divulgado na arte grega por Policleto em sua obra Cânon, que significa "norma" e refere-se à razão, justa medida, integrando para a imagem do corpo o significado que a palavra presume da lei cósmica. A partir disso, a quadratura era vista na escultura como proporção de molde. Isso influenciou Simônides, citado também por Platão e Aristóteles, quando na Ode a Escopas caracterizou o homem perfeitamente bom como "tetrágonos" (posteriormente em latim, a noção do homo quadratus): "quadrado em mãos e pés e mente, construído sem um defeito".

Outra das primeiras ocorrências do termo "microcosmo" é vista em Aristóteles, na passagem 252b de Física VIII, em que ele expande a capacidade de início de movimento dos organismos biológicos ao cosmos como todo:
“Se isso pode acontecer com uma coisa viva, o que impede que a mesma coisa aconteça com o universo? Se isso pode acontecer no pequeno mundo (en mikrô kosmô), pode acontecer no grande (en megalô)."

 

No início da era helenística foi novamente o estoicismo, em sua física estoica, que concebeu o universo como um único grande organismo (que inclusive chamaram de mega zoon, "grande animal"), regulado por conexões íntimas entre suas partes ou συν-παθεία (syn-pathèia), ou seja, por um sentimento comum de compaixão que une o esfera sobrenatural com a humana, e em virtude da qual qualquer evento, mesmo o menor, repercute em todos os outros. Nele o homem ocupa um lugar privilegiado, como participante ativo do Logos, que anima o universo e é a presença imanente do divino nos eventos do mundo, que é, portanto, um todo homogêneo, no qual não há espaços vazios. Contra o Epicurismo, que explicava a realidade com base em meras leis mecânicas, os estoicos afirmam a fluidez e a penetrabilidade dos corpos, que se condicionam:
"[o Logos] atravessa todas as coisas mesclando-se com os grandes como com os pequenos astros luminosos."
—Cleantes, Hino a Zeus
As diferentes concepções da filosofia antiga foram finalmente retomadas e retrabalhadas por Plotino, que recuperou, por exemplo, do estoicismo a consciência da interdependência entre todas as partes do universo:
"De tudo o que foi dito, parece que cada ser no universo, de acordo com sua natureza e constituição, contribui para a formação do universo com sua agência e passividade, da mesma forma que cada parte do animal individual, em razão de sua constituição natural, coopera com o organismo em seu inteiro, prestando aquele serviço que pertence ao seu papel e função. Além disso, cada parte dá de si e recebe das outras, na medida em que sua natureza receptiva o permita."
—Plotino, Enéadas IV, 4, 45
Plotino também retomou a noção de Alma do Mundo do Timeu platônico, afirmando que "este universo é um único animal que contém em si todos os animais, tendo apenas uma Alma em todas as suas partes". Plotino passa a ser portador de uma visão circular, com base na qual a Alma universal, nascida da emanação das hipóstases anteriores (Um e Intelecto), emana a alma humana individual que tem a possibilidade de retornar. É um ciclo que vai da processão à contemplação; da necessidade à liberdade: são dois polos complementares, os dois aspectos de uma mesma realidade.
Os muitos são o reflexo do Um, "pois que cada um deles contém tudo em si e ao mesmo tempo vê tudo no outro, de modo que em todo lugar está tudo e cada coisa é tudo". Para Plotino, a correspondência entre macrocosmo e microcosmo se dá pelo fato de que o mundo foi criado como um espelhamento intrínseco à natureza divina, que "necessariamente existe e não deriva de um ato de reflexão, mas de um ser superior que gera por natureza um ser semelhante a si mesmo". O Um, portanto, por um lado é imanente no mundo, mas por outro lado é transcendente. Na verdade, só o homem tem a possibilidade do êxtase, como o único ser livre capaz de redescobrir dentro de si a mesma estrutura hierárquica da qual se tece a realidade metafísica.
O hermetismo também propõe o princípio da analogia ou equivalência, como encontrado nestes termos atribuídos ao lendário Hermes Trimegisto em um texto atribuído a ele, "A Tábua de Esmeralda":

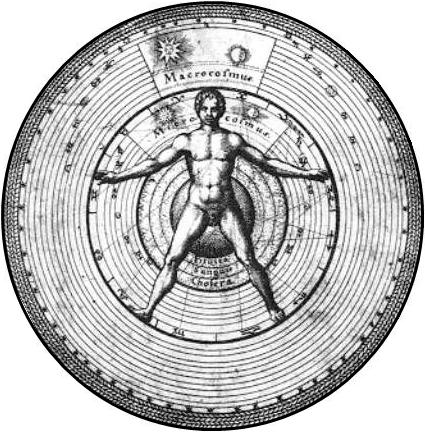
Macrocosmo e microcosmo no sistema valentiniano de Achamoth, representado por Robert Fludd como um conjunto de círculos concêntricos um dentro do outro, diferentes em tamanho, mas iguais em aparência

| Quod est inferius, est sicut quod est superius, et quod est superius, est sicut quod est inferius: ad perpetranda miracula rei unius. Et sicut omnes res fuerunt ab uno, mediatione unius; sic omnes res natae fuerunt ab hac una re, adaptatione. | O que está abaixo é como o que está acima, e o que está acima é como o que está abaixo, para operar os milagres da realidade Una. E uma vez que todas as realidades são e vêm de Um, através da mediação de Um, então todas as realidades nascem desta realidade única por adaptação. |
| | |

No gnosticismo, com paralelos helenísticos como no judaísmo e hermetismo, encontram-se passagens com a analogia tal como no Evangelho de Tomé (logia 22):
"Quando fizerdes um de dois, quando fizerdes a parte interna como a parte externa, a parte externa como a parte interna e a parte superior como a parte inferior, quando do masculino e feminino fizerdes um único ser para que haja não mais homem nem mulher [...] então entrareis no Reino"

### Homem Universal

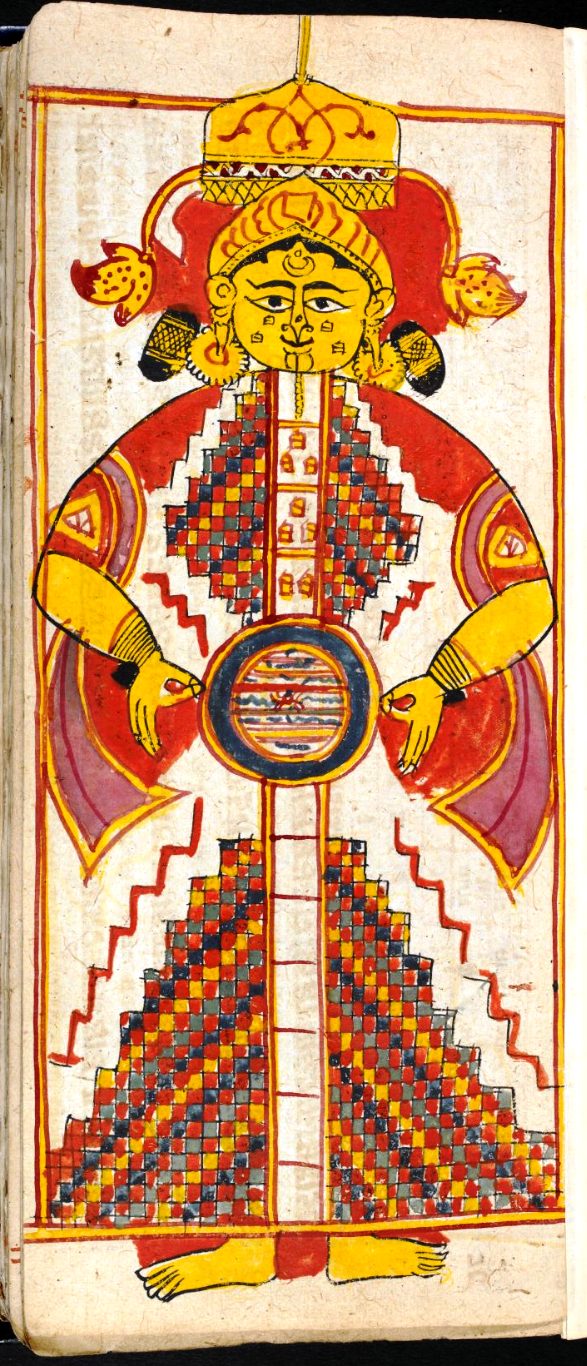
Quatorze Rajlok ou Triloka. Formato do Universo conforme a cosmologia jainista, na forma de um homem cósmico. Miniatura do século XVII em Saṁgrahaṇīratna por Śrīcandra, com comentários Śvetāmbara e ilustrações.

Paralelos no mitologema do Homem Cósmico ou Homem Universal são encontrados também como Purusha na mitologia indiana, Pangu na mitologia chinesa, e posteriores em Ymir como gigante primordial na mitologia nórdica e do "Homem Primordial" como Metatron e Adam Kadmon da Cabala, sobre o que se afirma no Zohar (século XIII): "A forma do homem é a imagem de tudo o que está acima [no céu] e abaixo [na terra]; portanto, o Santo Ancião [Deus] o escolheu para sua própria forma".

No Bundahišn, o criador Ohrmazd é comparado a um pai e mãe, e seu processo cósmico descrito com analogia reprodutiva, de concepção e crescimento do embrião:
"A criação de Ohrmazd foi fomentada espiritualmente de tal maneira que permaneceu sem pensamento, sem toque, sem movimento em um estado úmido como o sêmen. Após esse estado úmido veio uma mistura como aquela de sêmen e sangue; após a mistura veio a concepção, como um feto; após a concepção veio a difusão, como mãos e pés; após a difusão veio a formação de cavidades—dos olhos, orelhas e boca; após a formação de cavidades veio o movimento, quando ela veio à luz. Mesmo agora na terra os homens desta forma crescem juntos no ventre de sua mãe, e nascem e são criados. Ohrmazd pelo ato da criação é pai e mãe para a criação; pois ao nutrir a criação na forma ideal, ele agiu como uma mãe; e ao criá-la materialmente, ele agiu como um pai".

#### Índia
A importância dos rituais humanos levou a elaborações no hinduísmo que passaram a interpretá-los como atos simbólicos que reencenavam correspondências (bandhu) de macrocosmo e microcosmo. Assim, a partir dos Vedas (depois do final do II milênio a.C.), descrições como a de Purusha ressignificaram o sacrifício, pois seu corpo teria sofrido um sacrifício primordial, por cujo autodesmembramento se explicaria a criação do universo, sua subsistência e destruição. Essa ação do ser humano foi transposta também a outros seres primordiais nas cosmologias, como um cavalo primordial na Brihadaranyaka Upanishad (c. século VI a.C.):
“Verdadeiramente, o amanhecer é a cabeça do cavalo sacrificial; o sol, seus olhos; o vento, sua respiração; o fogo universal sua boca aberta. O ano é o corpo (ātman) do cavalo sacrificial; o céu suas costas; a atmosfera seu estômago, ... as estrelas seus ossos, as nuvens sua carne."
No jainismo, representações dos reinos (lokas) do universo correspondem às partes do corpo de um Homem Cósmico, com o Monte Meru no meio.

#### China
Paralelismo cósmico antropocêntrico é encontrado nos conceitos do homem "cavalheiro" (junzi) no confucionismo e do homem perfeito ou verdadeiro (zhiren/zhenren) no taoísmo, que integram os atributos do Céu (Tian) ou Tao, e do Rito, Ordem ou Lei (Li). O neoconfuciano Zhou Dunyi (1017–1073) escreveu:
"apenas a humanidade recebe [as cinco fases] em sua máxima excelência e, portanto, é a mais inteligente. A forma humana aparece e seu espírito desenvolve a consciência. As cinco virtudes da natureza humana (humanidade, justeza, propriedade ritual, sabedoria, fidelidade) são estimuladas por e responsivas a fenômenos no mundo e se envolvem em atividades, o bem e o mal são diferenciados, e os assuntos humanos são conduzidos. O Sábio lida com esses assuntos por meio da máxima propriedade, retidão, humanidade, justiça, considerando a quiescência como fundamental…. Consequentemente, o caráter do Sábio coincide com o do Céu e da Terra; sua perspicuidade combina com a do sol e da lua; sua ordem coincide com a das quatro estações"
Desde as cosmologias han, há referência aos padrões "li" como encontrados na fratura natural dos veios das rochas de jade, os quais, como linhas guias, já pré-estabeleciam uma ordem de seu corte. Essa noção de "padrões invisíveis" inerentes passou a ser utilizada para se referir aos caminhos de energia vital, segundo a fisiologia de diversas escolas de filosofia chinesa, e Li foi empregado por Mêncio e no taoismo para se referir também aos padrões do Céu, que são espelhados pelo praticante em espontaneidade e fluxo de não-ação ao se mover com o Caminho natural. Nas práticas de autocultivo e alquimia interna taoistas, há homologia entre esse microcosmo de circulação do qi no organismo e mente e os padrões do Tao ou Céu.

#### Budismo

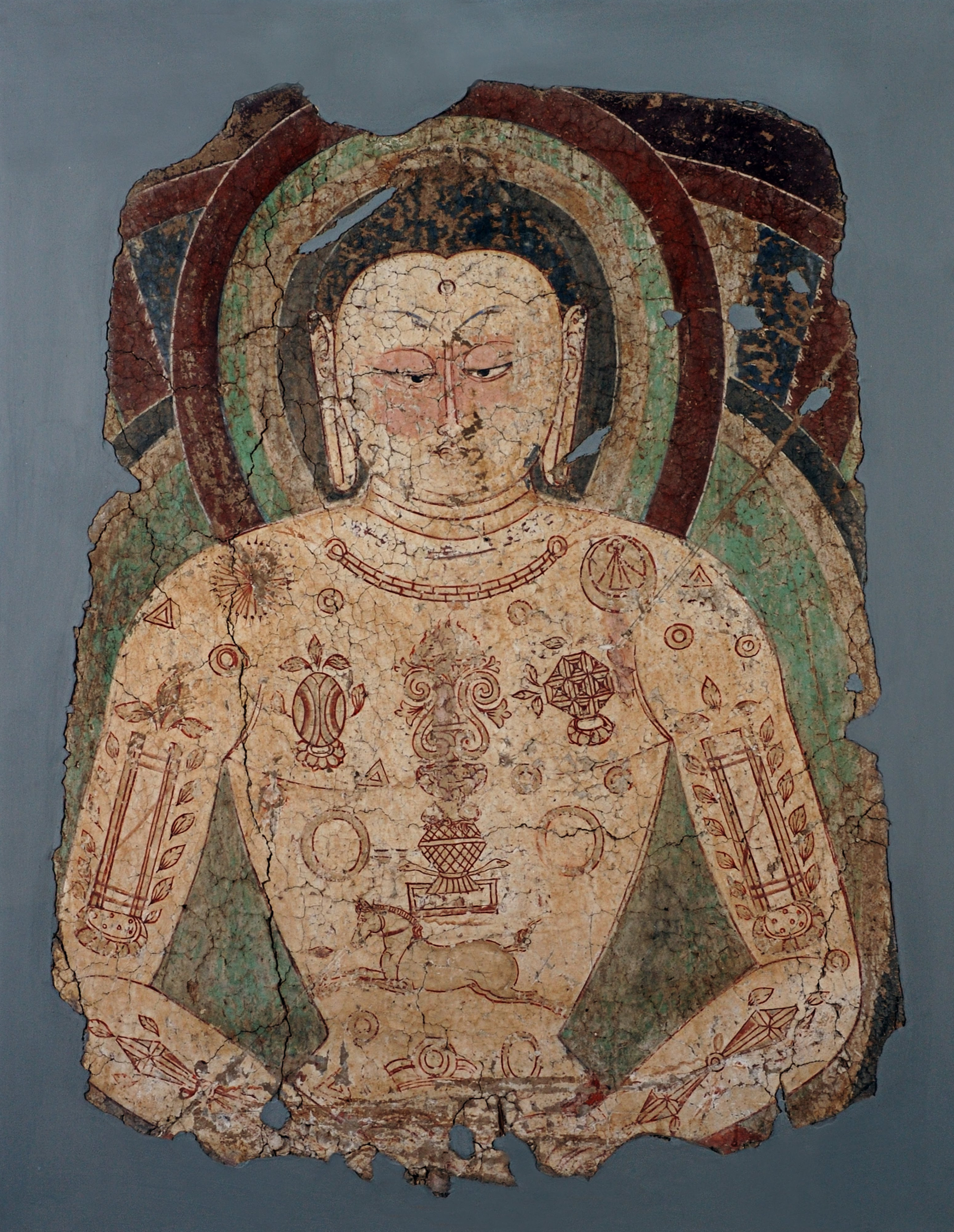
Mural do buda cosmológico (dharmadhātu) Vairocana, Reino de Cotã (século VII-VIII). Em seu corpo, imagens cósmicas estão difusas, como o Sol no ombro direito e Lua crescente no ombro esquerdo. Enquanto Vairocana carrega o universo em seu corpo, como no Avatamsaka Sutra, o buda histórico Xáquiamuni o reflete e é um receptáculo do cosmos, como no Sutra do Lótus: "Como em um espelho puro e brilhante toda imagem é vista, da mesma forma o Bodisatva, em seu corpo puro, vê tudo no mundo. (...) Embora ainda não possua o corpo espiritual, místico e perfeito, ainda assim, em seu corpo puro e comum, tudo é revelado".

Principalmente nas vertentes do budismo esotérico, a imagem do macrocosmo-microcosmo é presente no conceito de Buda Primordial ou Cósmico. Na tradição Shingon, Kukai (774–835) considera os "três mistérios" de fala, corpo e mente para fazer correspondências que espelhem a Mente, Fala e Corpo do Buda (Dainichi, o nome em japonês de Vairocana), os quais constituem todo o universo; e assim também no tantrismo búdico em geral, cujas tradições compartilham a ênfase nas práticas rituais de mudra, mantra e mandala com eficácia cósmica. A correspondência entre mente e mundo foi presente também em suas poesias, como: "Em uma montanha no outono, encarando nuvens de chuva e comparando minha mente com o mundo".
No budismo esotérico japonês, com influência também sobre o Xintó, discursos embriológicos faziam analogia de macrocosmo e microcosmo com o desenvolvimento da gestação e nascimento, adquirindo expressão metafísica nos Mandalas do Útero e Diamante. Isso também é visto em descrições do retiro do deus sol Amaterasu na Caverna Celeste como descida da consciência (vijñāna) ou do ser intermediário (antarabhāva) no seio materno, e em ritos e sistemas de deificação da placenta, que era considerada uma deidade protetora do feto sob os nomes de Kōjin, Ugajin e Myōken, os quais por sua vez eram associados à "Estrela Polar" do útero e "estrela de nascimento", em que deidades subterrâneas ou astrais, como a do Grande Carro, vigiavam e controlavam o destino. O simbolismo tântrico de "vermelho e branco" referia-se também os fluidos menstruais e sêmen, que se fundem para formar o embrião nessa tradição japonesa, e se associavam às cores de Sol e Lua.
No Dzogchen, Longchenpa (1308–1363) também associou o corpo e mente com o universo. Na tradição Calachacra, encontra-se a correspondência entre ciclos do tempo externos e internos, e no tantra raiz é afirmado: "Como é com o mundo exterior, assim é com o mundo interior do homem".

### Arquitetura

#### Cidade
Em Anaximandro vê-se o que já fora atribuído como o primeiro modelo mecânico do cosmos, no qual a Terra possui um formato cilíndrico e se localiza ao centro, cercada por 3 anéis toroides que contém, respectivamente, as estrelas no mais próximo, a lua e o sol. Isso possivelmente reflete uma analogia política, inspirada pela fundação da pólis na região do filósofo, a Jônia, em que a ágora seria dela o elemento central e no meio da qual ocorria a dispersão dos poderes e a isonomia. As circunferências dos astros possuem comprimento e diâmetros em razões múltiplas de 3 em relação aos da Terra, assim também na distância de seus centros em relação proporcional ao raio da esfera da Terra. A estrutura social na pólis contava então com as três classes de aristocracia, classe média e campesinato. Assim como na ágora, a descrição do cosmos foi caracterizada como tendo justiça pela harmonia de forças e "direitos", com a Terra possui centralidade e repouso devido à sua semelhança aos poderes de seu círculo exterior e haver um equilíbrio dessas proporções triplas, na ausência de dominação. Além do mais, no centro da ágora haveria um elemento de Héstia em formato colunar, e, tal como a representação cilíndrica da pedra do "ônfalo", isso pode ser sugestivo para o formato cilíndrico e elevado da Terra.
Para Karl Kerényi, a fundação de algumas cidades, em sua topologia e localização, reflete desejo de encenação mítica de uma "segunda criação" do cosmos, inaugurando-a como um centro do mundo. Ele vê como exemplo a lendária cerimônia da Roma quadrata e seus sulcos primordiais delimitantes, a construção simbólica de certos edifícios centrais ou então a fundação de cidades ao alto de montanhas. Assim:
"Com a construção de um novo mundo em miniatura, imagem do macrocosmo, o fundamentalismo mitológico se traduz em ação: torna-se uma fundação. Cidades construídas em períodos que conheceram uma mitologia viva, e que se pretendem imagens do cosmos, são fundadas tal como os mitologemas cosmogônicos dão fundamento ao mundo, seus alicerces são lançados como se brotassem das duas archaí que mencionamos (a arché absoluta onde alguém começa e a arché relativa onde se torna a continuação de seus ancestrais). Assim, elas se baseiam no mesmo fundamento divino que o próprio mundo. Tornam-se o que o mundo e a cidade eram igualmente na antiguidade—a morada dos deuses."

#### Templos

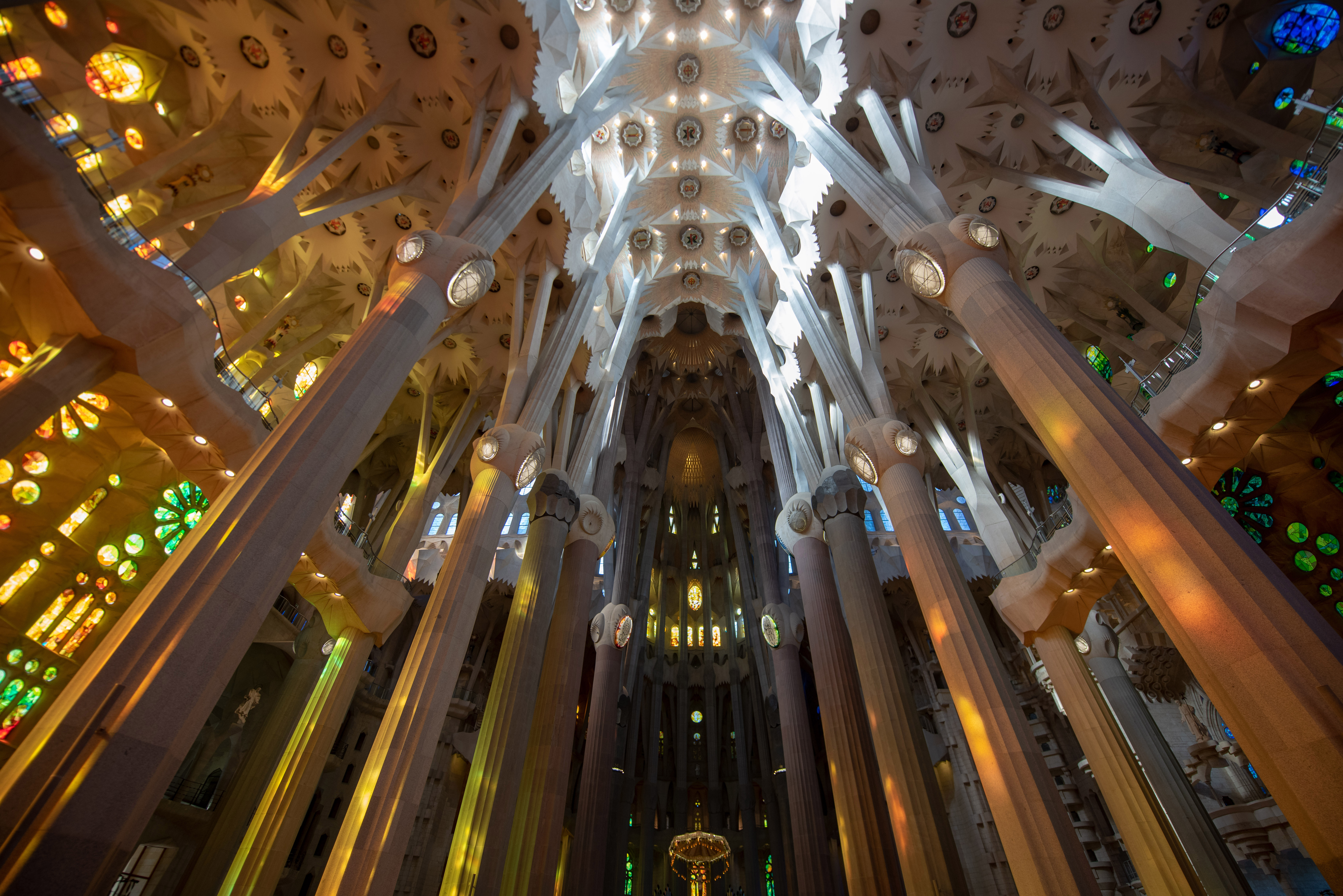
Nave da Basílica da Sagrada Família, com pilares arborescentes e teto com paraboloides hiperbólicos
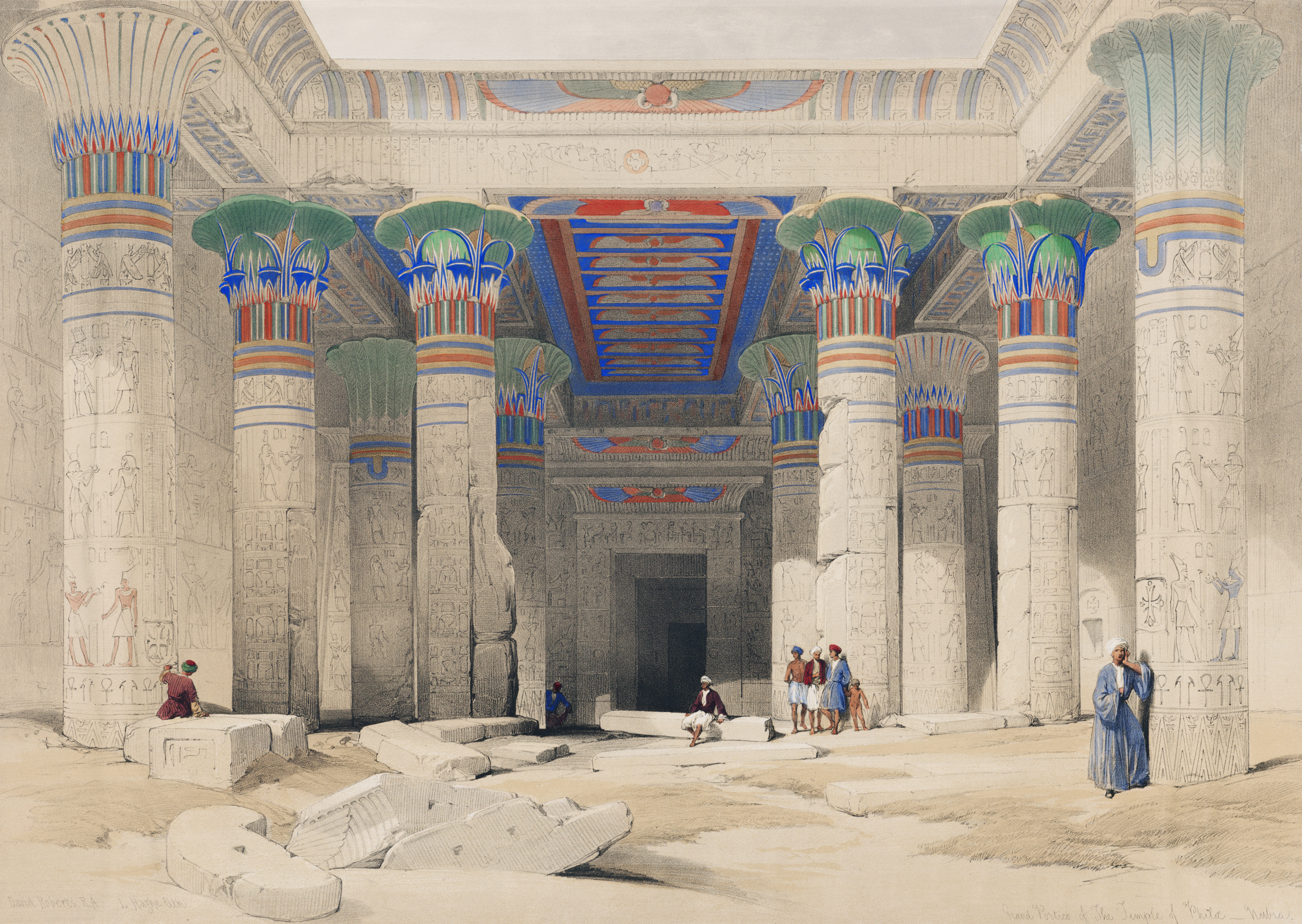
Ilustração do século XIX do pórtico do templo de Ísis em Filas.
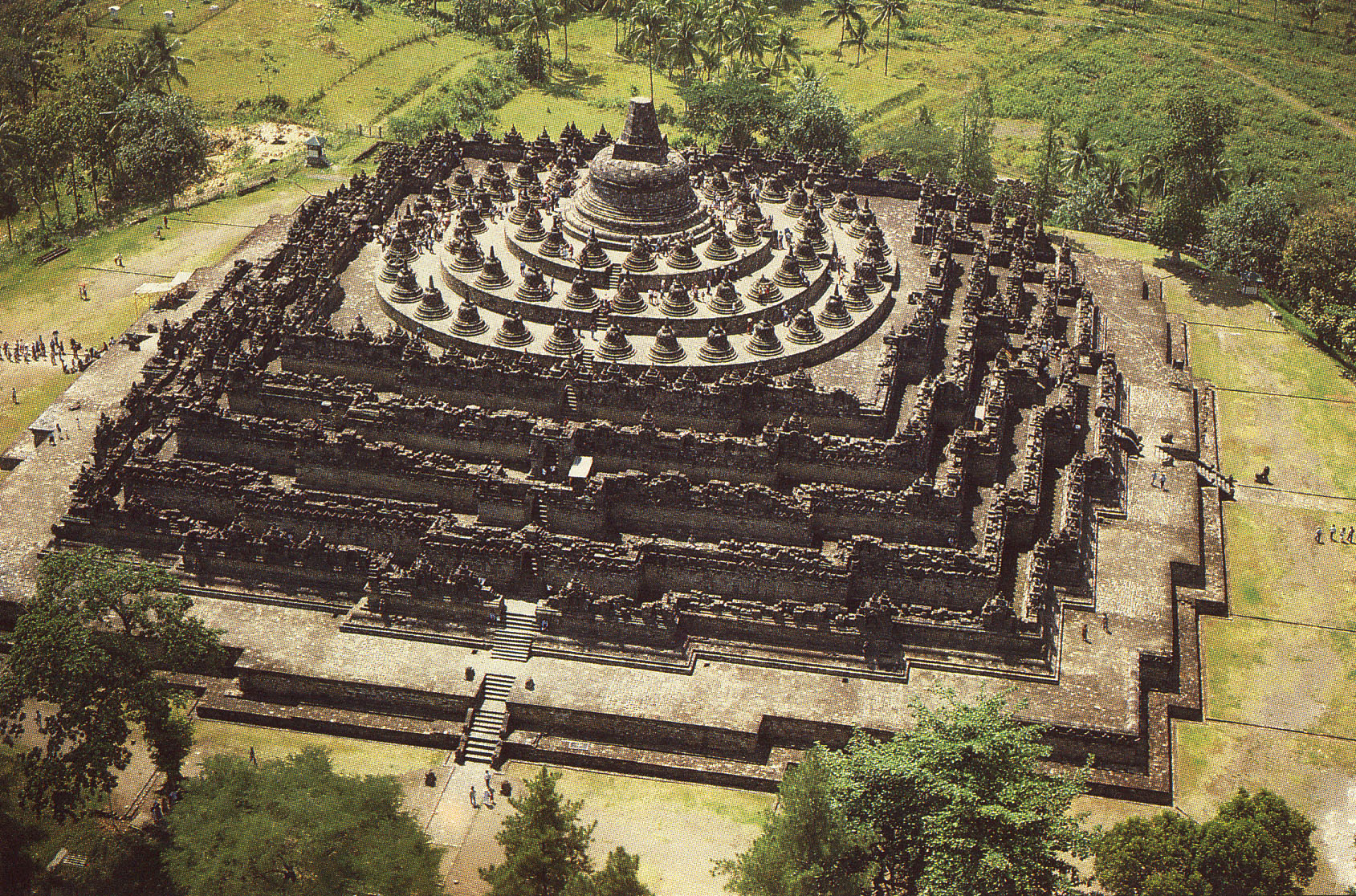
Borobudur (século IX), Indonésia

A arquitetura sacra de templos pode assumir dimensões de microcosmo e refletir elementos simbólicos, como em geometria sagrada, vista por exemplo no planejamento das proporções e formas na Catedral da Sagrada Família. Uma possibilidade é a orientação astronômica da estrutura, como em alinhamento solar ao longo do eixo Leste-Oeste, encontrado entre diversas tradições, incluindo hindus, gregos e romanos.
Templos egípcios eram simbólicos: um cercado ondulante e lago sagrado representavam as águas primordiais de Nun, e seu espaço delimitado o separava do caos exterior, de onde o universo e o próprio templo emergia. Representações celestes eram feitas no teto. Havia indicativos do motivo de nascimento e renascimento do mundo, como o movimento do Sol e das enchentes e recuos do rio Nilo, formando um montículo primordial. Na entrada dos salões hipostilo encontravam-se colunas em formatos de lótus, papiro e palmeiras—um símile da flora local dos pântanos às margens dos rios—e as salas avançavam com escuridão cada vez maior até a um santo dos santos de uma divindade, reestabelecendo Maat.
O templo de Borobudur assume um formato de lótus e é uma representação microcósmica do mundo em seus níveis, permitindo ao peregrino traçar um caminho mandálico com painéis, imagens de Budas e galerias que diminuem de tamanho conforme sobe um percurso espiral ascendente, até uma estupa central.

### Topografia literária
Algumas estruturas literárias podem propositalmente ter sido compostas de maneira que um livro servisse de análogo microcósmico, ou pelo menos há comentaristas que alegam a suposta presença de organicismo universal visto nos padrões de algumas obras. Uma teoria assim foi desenvolvida por exemplo entre os neoplatônicos, cuja abordagem da forma do texto impactou a história da crítica literária subsequente. Alguns indicativos disso são vistos em antecedentes, como em um comentário de Olimpiodoro:
"Como ele [Platão] diz no Fedro, 'Uma composição literária deve se parecer com uma coisa viva.' Consequentemente, a composição mais bem construída deve se parecer com os nobres das coisas viventes. E com a coisa vivente mais nobre. Consequentemente, assim como o cosmos é um prado cheio de todos os tipos de coisas vivas, então, também, uma composição literária deve ser completa de personagens de cada descrição."
E nos Prolegômenos Anônimos:
"Devemos agora mencionar as razões pelas quais Platão usou essa forma literária. Ele a escolheu, dizemos, porque o diálogo é uma espécie de cosmos. Pois, da mesma forma que um diálogo tem personagens diferentes, cada um falando em seu caráter, o universo compreende existências de vária natureza que se expressam de várias maneiras; pois a expressão de cada uma é de acordo com sua natureza. Foi por imitação, então, que ele fez isso."

### Idade Média
A filosofia medieval foi geralmente dominada por Aristóteles, que apesar de ter sido um dos primeiros a cunhar o termo "microcosmo", postulou uma diferença fundamental e intransponível entre a região abaixo da lua (o mundo sublunar, composta pelos quatro elementos) e a região acima da lua (o mundo superlunar, consistindo em um quinto elemento). Não obstante, a analogia microcosmo-macrocosmo foi adotada por uma ampla variedade de pensadores medievais que trabalhavam em diferentes tradições linguísticas: o conceito de microcosmo era conhecido em árabe como ʿālam ṣaghīr, em hebraico como olam katan e em latim como microcosmus ou minor mundus. A analogia foi elaborada por alquimistas como aqueles que escreveram sob o nome de Jabir ibne Haiane (c. 850–950 EC), pelos filósofos xiitas anônimos conhecidos como Ikhwān al-Ṣafāʾ ("Os Irmãos da Pureza", c. 900-1000), por teólogos e filósofos judeus como Isaac Israeli (c. 832–932), Saadia Gaon (882/892–942), Ibn Gabirol (século XI) e Judá Halevi (c. 1075–1141), pelo místico andaluz Ibn Arabi (1165–1240), e pelo cardeal alemão Nicolau de Cusa (1401–1464).

### Cristianismo

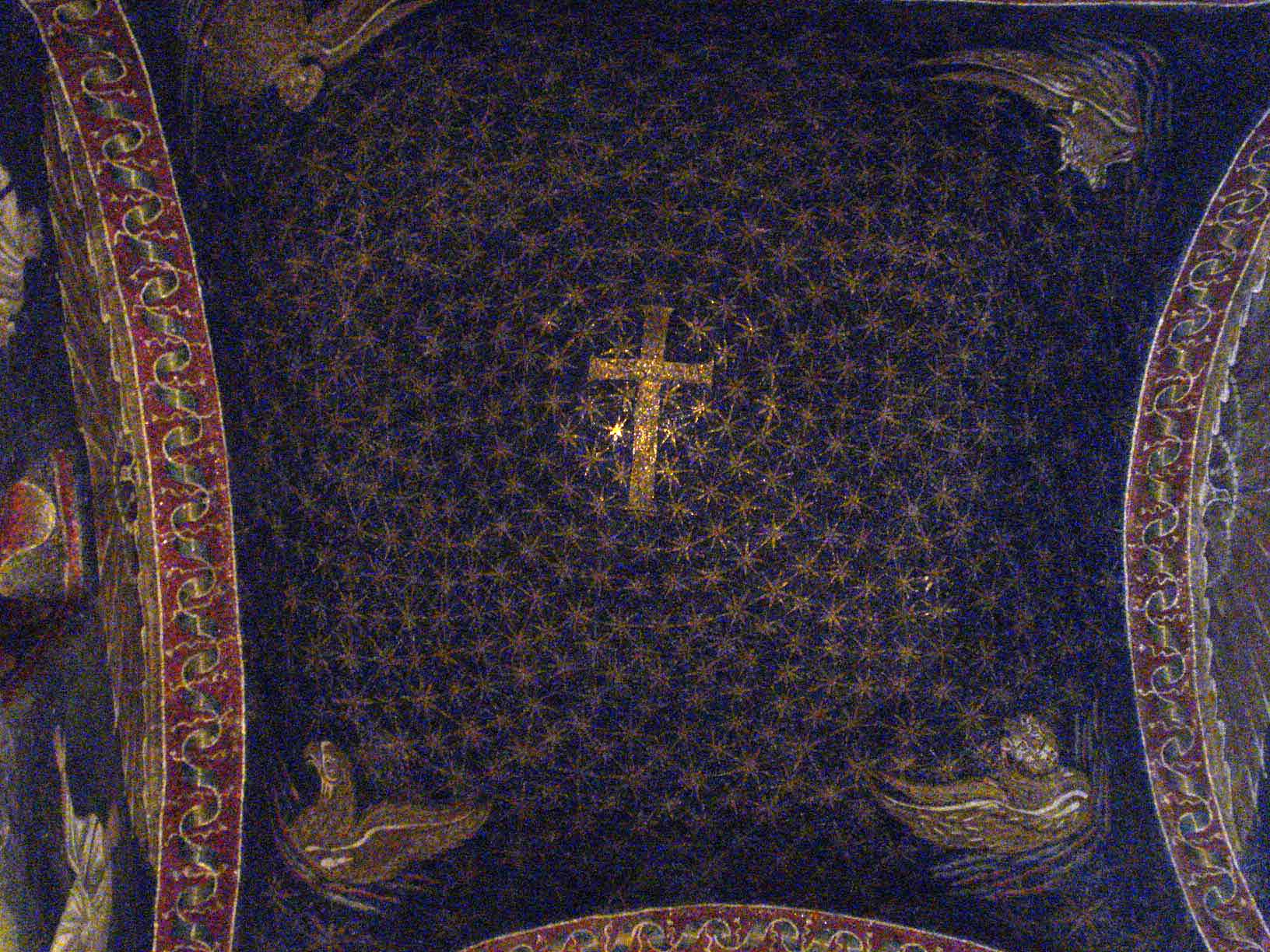
Cúpula do Mausoléu de Gala Placídia, onde a cruz, rodeada por um conjunto concêntrico de estrelas, assume uma função centralizadora e sintetizadora do cosmos

Essas correntes eram apenas parcialmente aceitas no cristianismo, que descrevia o homem à imagem e semelhança de Deus, isto é, do Criador, mas excluía por isso mesmo uma mistura com os elementos da criação, como afirma, por exemplo, Gregório de Nissa. No entanto, isso não significa que as formas de analogia foram negadas a fim de tentar explicar a realidade imanente conectando-a com o transcendente. É considerado que o próprio Paulo de Tarso influenciou a consideração de macrocosmo-microcosmo pelo trecho em Romanos 1:20: “De fato, desde a criação do mundo, as perfeições invisíveis de Deus, tais como o seu poder eterno e sua divindade, podem ser entendidas e contempladas nas obras que esse realizou. Os homens, portanto, não têm desculpas.”; e que afirmou uma correlação entre cosmogênese e ontogênese (isto é, entre a evolução do mundo e a evolução do homem) com analogia de gestação materna em Romanos 8:18-27:

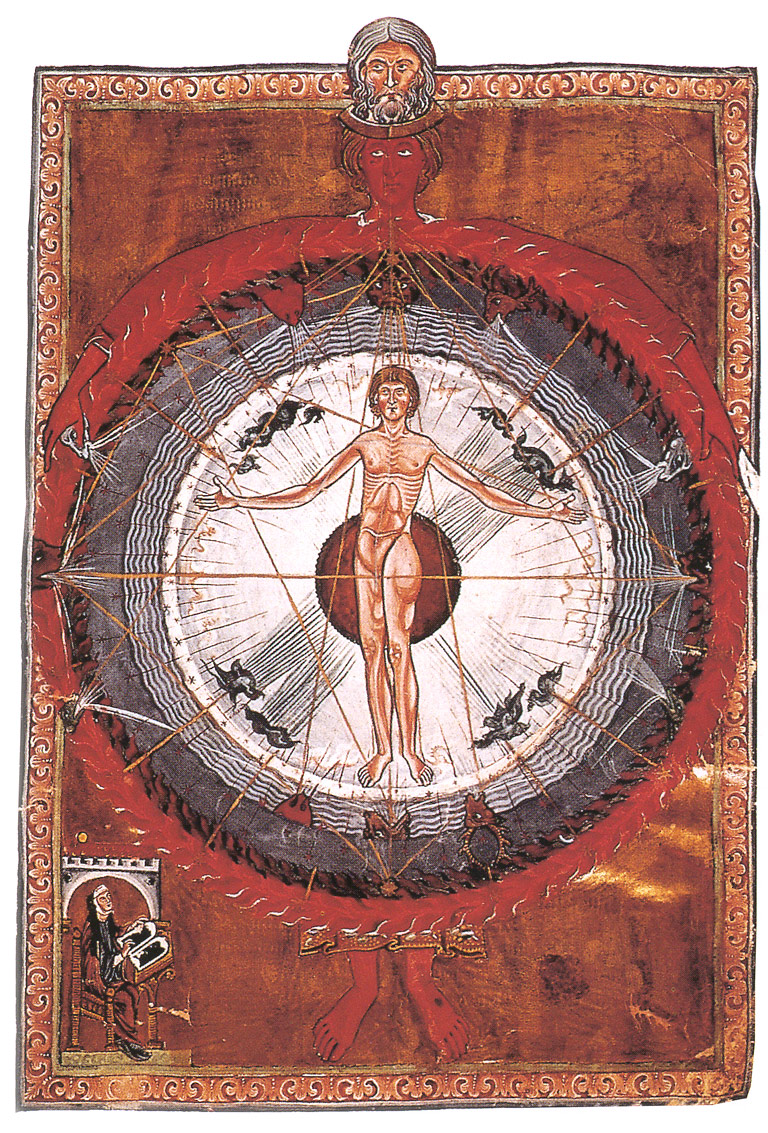
O Homem Universal, por Hildegarda de Bingen em Liber Divinorum Operum (1165)

"Porque a ardente expectação da criatura espera a manifestação dos filhos de Deus. Porque a criação ficou sujeita à vaidade, não por sua vontade, mas por causa do que a sujeitou, na esperança de que também a mesma criatura será libertada da servidão da corrupção, para a liberdade da glória dos filhos de Deus. Porque sabemos que toda a criação geme conjuntamente (systenazei) e está juntamente com dores de parto (synōdinei) até agora. E não só ela, mas nós mesmos, que temos as primícias do Espírito, também gememos em nós mesmos, esperando por [nossa] adoção como filhos, a saber, a redenção do nosso corpo."
Caberá, pois, sobretudo a Agostinho de Hipona, recuperando muito da tradição platônica e neoplatônica, sustentar a ideia de um gradualidade progressiva entre os bens inferiores e o Bem Absoluto, uma "comensurabilidade" entre a perfeição divina e a imperfeição.

É aparentemente com João Damasceno que surge a primeira instância do termo "microcosmo" unido agora em uma única palavra, ao invés de duas:
"O homem, portanto, é um mikrokosmos. Pois ele tem uma alma e um corpo, e ele ocupa uma posição intermediária entre a inteligência e a matéria. Portanto, ele é um elo entre as criações visíveis e invisíveis, entre aquela criação que é dotada apenas com sensopercepção e aquela criação que é dotada de inteligência"
No século XII, o neoplatônico Bernardo Silvestre, vinculado à Escola de Chartres, compôs o poema Megacosmus et Microcosmus. Em seu interior são mencionadas figuras da mitologia pagã, como a deusa Urânia e o criador Pantomorfo, substituindo o Demiurgo do Timeu.

### Renascença

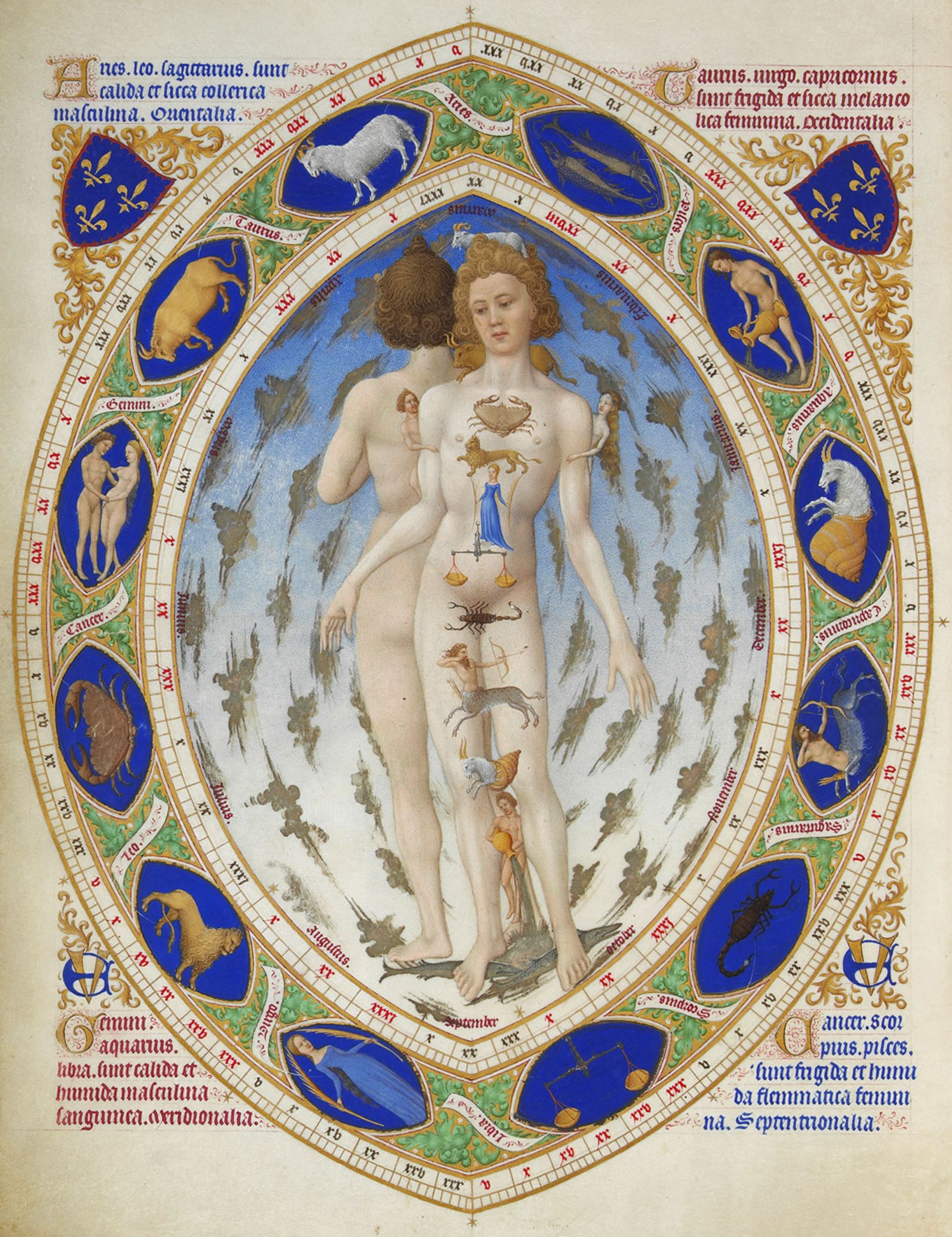
Correspondência entre as partes anatômicas do homem (microcosmo) e os signos do zodíaco (macrocosmo)

O renascimento do hermetismo e do neoplatonismo na Renascença, ambos os quais reservaram um lugar de destaque para a analogia microcosmo-macrocosmo, também levou a um aumento acentuado na popularidade desta última. Alguns dos proponentes mais notáveis do conceito neste período incluem Marsilio Ficino (1433–1499), Heinrich Cornelius Agrippa (1486–1535), Francesco Patrizi (1529–1597), Giordano Bruno (1548–1600) e Tommaso Campanella (1568–1639). Também foi fundamental para as novas teorias médicas propostas pelo médico suíço Paracelso (1494–1541) e seus muitos seguidores, principalmente Robert Fludd (1574–1637).
O ser humano, concebido como um microcosmo no qual o macrocosmo se reflete, foi visto como um conjunto de partes que se combinam para formar um todo orgânico, cada uma das quais associada, por exemplo, a um determinado planeta ou a um determinado metal. A correspondência qualitativa entre o grande e o pequeno, onde um era levantado como símbolo do outro, foi a base da magia renascentista e em particular da astrologia, que exigia a capacidade de perceber, reconhecer e interpretar a analogia oculta nesses símbolos e, portanto, de se relacionar os planetas, signos e casas com personagens, animais, metais, cores, identificados com base em seu valor psicológico.
A filosofia do Renascimento está toda permeada da tensão sobre o Um: busca-se um conhecimento unitário, orgânico, coerente, que atue como elo entre todos os saberes do saber humano e que saiba trazer a multiplicidade de volta à unidade, a diversidade em identidade. Numerosas disciplinas como matemática, geometria, numerologia, astronomia, que estão interligadas e todas visam interpretar a realidade em uma chave simbólica e unitária, recebem um grande impulso. A busca da pedra filosofal pelos alquimistas, por exemplo, parte da crença de que todos os elementos do universo vêm de uma única substância original (quintessência), que agora se tenta reproduzir em laboratório por meio da criação de um agente catalisador.
Segundo o neoplatônico Nicolau de Cusa, o indivíduo humano, apesar de ser uma pequena parte do mundo, é uma totalidade em que todo o universo está contraído. O homem é de fato a imagem de Deus, que é a implicatio de todo Ser como na unidade numérica estão potencialmente implícitos todos os números, enquanto o Universo é a explicatio do Ser, ou seja, a manifestação do que está presente em potência na unidade. O homem é, portanto, um microcosmo, um deus humano. Cusano veio assim, ao contrário da concepção aristotélica, a conceber o universo sem limites espaciais e, portanto, sem uma circunferência que o delimitasse, afirmando que a Terra não pode ser o centro do universo, sendo este ilimitado, enquanto é Deus, assimilado ao Sol, que constitui seu centro e, ao mesmo tempo, sua circunferência. Essa visão dupla (complicatio e explicatio) será assumida por Giordano Bruno, que reinterpretará o Um ora em um sentido transcendente ("Mens super omnia"), ora em um sentido imanente ("Mens insita omnibus"), identificando-o com a totalidade do universo, que assim é todo vivo e animado como um grande e gigantesco organismo, cuja complexidade e multiplicidade derivam da articulação harmoniosa de um princípio simples e imediato.

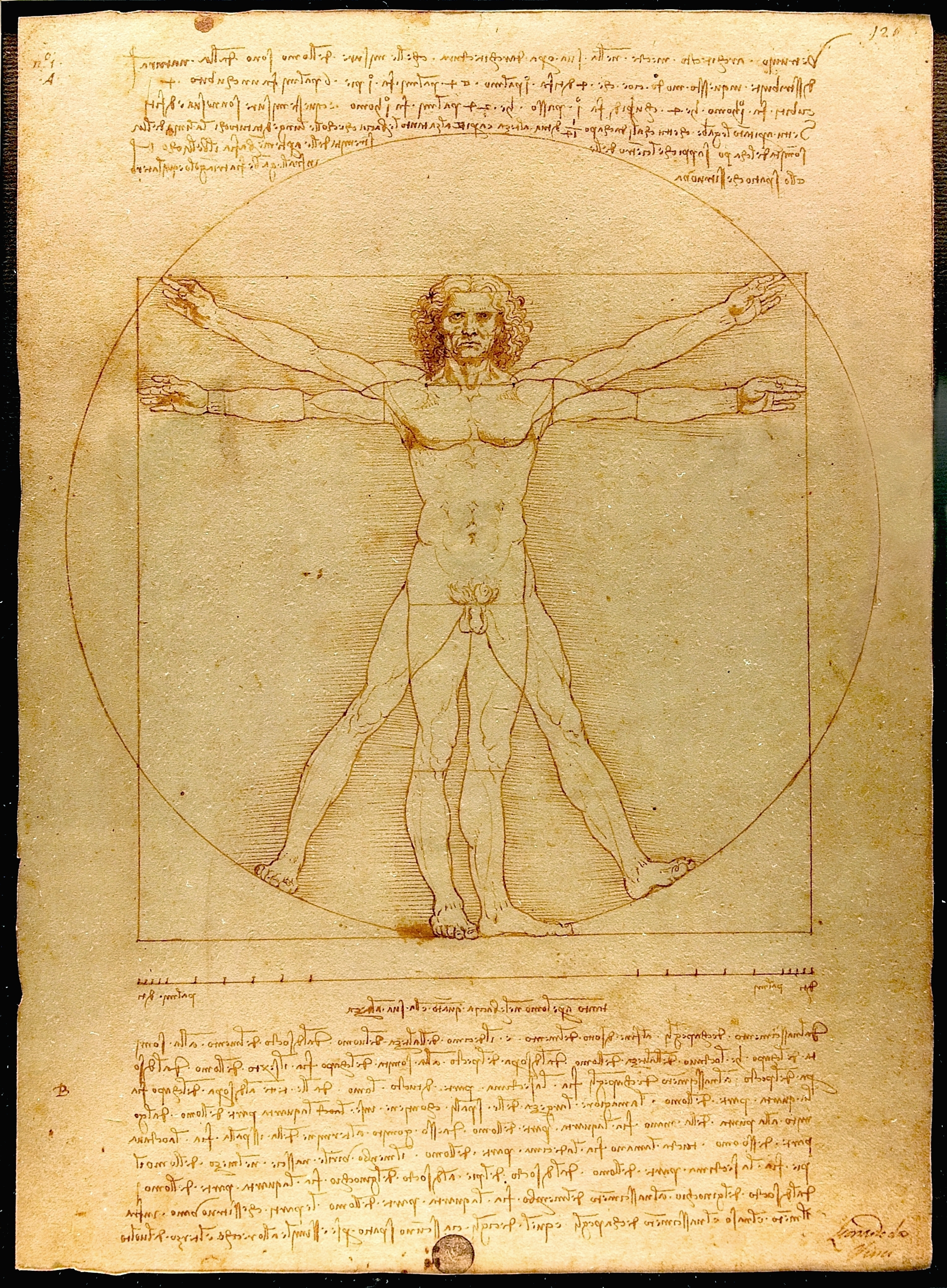
O Homem Vitruviano, Estudo da proporcionalidade de um corpo humano (Leonardo da Vinci, cerca de 1500, Veneza, Gallerie dell'Accademia): inscrito em um quadrado (conforme Platão, símbolo do elemento terra) e em um círculo (símbolo do cosmos como todo), torna-se um símbolo da correspondência matemática entre microcosmo e macrocosmo.

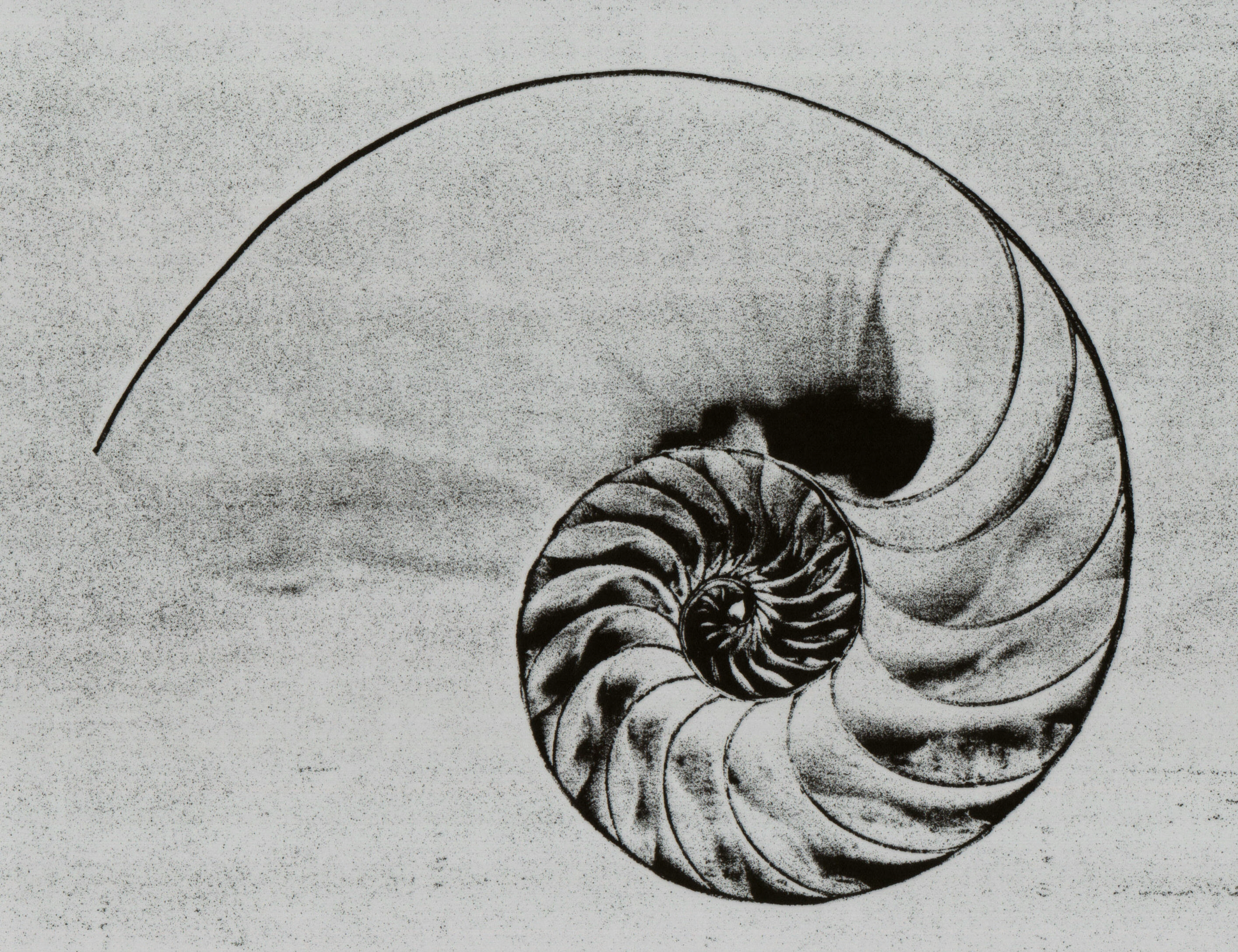
Um exemplo de espiral áurea presente na concha de um determinado molusco, cuja estrutura aumenta progressivamente de tamanho, mantendo a mesma forma original.

O desejo de pesquisar as leis que regem os grandes e os pequenos veio em particular do estudo da proporção áurea, incorporada por Leonardo da Vinci em várias de suas obras-primas, incluindo o Homem Vitruviano. Era um tipo específico de relação entre uma quantidade e uma parte dela (correspondendo a 1,6180 e representado pelo grego Φ), à qual Leonardo Fibonacci já havia aproximado pela série numérica que descobriu, de modo que a relação entre o todo e a parte é o mesma que entre a maior e a menor parte, repetindo-se indefinidamente.
A proporção áurea, teorizada por Luca Pacioli como um ideal de beleza na Divina Proportione, já utilizada na arquitetura grega, na construção de igrejas medievais, nas pinturas renascentistas, tornou-se um emblema da relação existente entre macrocosmo e microcosmo como encontrada na natureza, por exemplo das pétalas das flores às formas anatômicas humanas, da geometria das folhas às estrelas do mar e, sobretudo, nos fractais.

### Romantismo
O romantismo mediou e retomou através da mônada leibniziana, e outras tradições mágico-alquímicas mais ocultas, a antiga representação do princípio segundo o qual a mesma complexidade que é encontrada no macrocosmo é encontrada em cada menor parte que o constitui, no mesmo microcosmo. Goethe é particularmente responsável pelo renascimento dos temas herméticos, que, em forma subterrânea, continuaram a exercer suas influências até o século XVIII. No estudo da natureza, Goethe recupera o predomínio de duas forças: uma da sístole, ou seja, da concentração em uma entidade individual (microcosmo), e uma da diástole, que é de expansão ilimitada (macrocosmo); ciente de sua correspondência, ele sempre tentou decifrar os fenômenos da natureza nos termos anímicos do sentimento humano e vice-versa, como em sua Teoria das Cores, no qual em contraste com o reducionismo newtoniano ele explicava o mundo através do homem, e o homem através do mundo. Por exemplo, ele instituiu uma analogia entre o olho e o sol, segundo um eco plotiniano:
| Wär' nicht das Auge sonnenhaft, wie könnten wir das Licht erblicken? Lebt' nicht in uns des Gottes eigne Kraft, wie könnt' uns Göttliches entzücken? | Se o olho não fosse solar, como poderíamos ver luz? Se não vivesse em nós a força própria de Deus, como poderia nos deleitar o divino? |
| | |

(Plotino já havia afirmado que "nenhum olho jamais viu o sol sem se tornar semelhante ao sol, nem uma alma pode ver a beleza sem se tornar bela")
No ensaio Bedeutende Fördernis durch ein einziges geistreiches Wort, Goethe afirma: "o ser humano se conhece apenas na medida em que conhece o mundo; ele percebe o mundo apenas em si mesmo, e a si mesmo apenas no mundo".
Filosoficamente, a relação entre o grande e o pequeno foi interpretada por Schelling em termos de polaridade. O Uno, de fato, desempenhando a sua actividade num dualismo Espírito/Natureza que permeia toda a realidade, permanecendo acima dela, estabelece com a multiplicidade uma relação dialética que se repete em todos os graus, replicando ao infinito a relação existente com Todo e sua parte. Um e múltiplo são dois polos opostos, mas complementares, cada um dos quais não pode existir sem o segundo, e dos quais um é a potência do outro. A peculiaridade dessas duas forças antitéticas (+ / -) consiste no fato de que a positiva (atração) configura a realidade como Una, enquanto a negativa (repulsão) a configura como múltipla e polarizada, de modo que cada polo se tornará por sua vez a união de um "+" e um "-", em uma escala decrescente gradativa. O Um é encontrado nos muitos, e os muitos são facetas infinitas do Um.

## Cultura contemporânea

Curva fractal de Koch ou "floco de neve"

Apesar da separação entre ciência e teologia, com a exclusão do simbolismo do horizonte epistemológico do conhecimento, ele permaneceu como uma abordagem puramente metodológica na formulação de hipóteses.
No campo matemático, o estudo de Benoît Mandelbrot sobre os fractais repropôs o modelo holístico de repetição de padrões, ou seja, do mesmo paradigma holográfico, tanto no macro quanto no microcosmo: sendo objetos geométricos com homotética interna, os fractais se repetem na sua forma da mesma forma em diferentes escalas e, portanto, ampliando qualquer parte, obtém-se uma figura semelhante à original, devido à característica conhecida como autossimilaridade ou autossemelhança. A este respeito, cabe ao sueco Helge von Koch, no início do século XX, a descrição de uma das primeiras figuras fractais.